# 미즈노 리사
미즈노 리사(일본어: 水野 理紗 みずの りさ[*]/Risa Mizuno 1978년 11월 3일 ~ )는 일본의 여자 성우다.
2003년
- 트윈 스피카 -(스즈나리 유코)

2005년
- 이다텐 점프 -(유우키)

2006년
- 격부술사 요역문 -(우타)
- 슈발리에 -(리아 드 보몽)

2007년
- 슈팅 바쿠간 -(줄리 헤이워드)
- 가정교사 히트맨 리본 -(오레가노)

2010년
- 누라리횬의 손자 -(누라 와카나)

2011년
- 누라리횬의 손자 천년마경 -(누라 와카나)